# Tretåiga dvärgspringråttor
Tretåiga dvärgspringråttor (Salpingotus) är ett släkte av däggdjur som ingår i familjen springråttor.

## Utbredning och habitat
Arterna förekommer i centrala Asien från sydöstra Ryssland över Kazakstan, Mongoliet, och Kina till Afghanistan och Tibet. De vistas i sandiga öknar med några enstaka växter.

## Utseende
Individerna når en kroppslängd (huvud och bål) av 4 till 6 cm samt en svanslängd av 9 till 12 cm. Bakfötterna är med 2 till 2,5 cm längd rätt stora. Pälsen är på ryggen ljusbrun eller sandfärgade och på buken ljusgul. Vissa arter har en tjockare svans och en tofs vid svansens spets förekommer bara hos Salpingotus kozlovi och Salpingotus heptneri. Som släktets trivialnamn antyder har de tre tår vid bakfoten och fotens sula är täckt med hår. Kännetecknande är en övre premolar i varje käkhalva som inte finns hos alla springråttor.

## Ekologi
Levnadssättet är nästan outrett och främst känd från arten Salpingotus crassicauda. Individerna bygger tunnlar som kan vara tre meter långa. Födan utgörs av smådjur och växtdelar. Honor kan para sig två gånger per år och i genomsnitt föds 2,7 ungar per kull.

## Status
Tretåiga dvärgspringråttor är föga kända och därför listar IUCN nästan alla arter med kunskapsbrist (DD), bara Salpingotus kozlovi listas som livskraftig (LC).

## Systematik
Arter enligt Catalogue of Life:
- Salpingotus crassicauda
- Salpingotus heptneri
- Salpingotus kozlovi
- Salpingotus michaelis
- Salpingotus pallidus
- Salpingotus thomasi

Wilson & Reeder (2005) samt IUCN listar Salpingotus michaelis i ett eget släkte, Salpingotulus.